# Hidrografia Republicii Cehe
Hidrografia Cehiei constă dintr-o bogată rețea de cursuri de apă care se îndreptă spre două mări
Marea Nordului și Marea Baltică.  Pe teritoriul țării izvorăsc două din fluviile Europei, Odra și Elba. 